# Немчина, Сергей Сергеевич
Сергей Сергеевич Немчина (1912—1978) — советский дипломат. Чрезвычайный и полномочный посол.

## Биография
Член ВКП(б)/КПСС с 1939 года. Окончил МГУ в 1939 году. На дипломатической работе с 1941 года.
- В 1941 году — стажёр I Западного отдела НКИД СССР.
- В 1941—1943 годах — служба в РККА.
- В 1943 году — сотрудник центрального аппарата НКИД СССР.
- В 1943—1944 годах — первый секретарь посольства СССР при Союзных правительствах в Лондоне.
- В 1944—1946 годах — — ответственный референт, помощник заведующего I Европейским отделом НКИД СССР.
- В 1946—1947 годах — первый секретарь посольства СССР во Франции.
- С 3 июля 1947 по 19 декабря 1950 года — чрезвычайный и полномочный посланник СССР в Таиланде (до 1948 — Сиаме)[1].
- В 1950—1953 годах — заместитель заведующего Отделом Юго-Восточной Азии МИД СССР.
- С 2 сентября 1953 по 22 февраля 1958 года — чрезвычайный и полномочный посланник (с 22 ноября 1955 — посол) СССР в Сирии[2].
- В 1958—1960 годах — заместитель заведующего Отделом стран Ближнего Востока МИД СССР.
- В 1960—1962 годах — советник-посланник посольства СССР во Франции.
- С 9 августа 1962 по 19 ноября 1963 года — чрезвычайный и полномочный посланник СССР в Конго (Леопольдвиль)[3].
- С 8 марта 1963 по 19 июня 1964 года — чрезвычайный и полномочный посол СССР в Бурунди по совместительству[4].
- В 1964—1970 годах — на ответственной работе в центральном аппарате МИД СССР.
- В 1970—1978 годах — заведующий Отделом Юго-Восточной Азии МИД СССР.

## Награды
- орден Трудового Красного Знамени (22 октября 1971)[5]
- орден «Знак Почёта» (5 ноября 1945)